# Nuovo Mondo

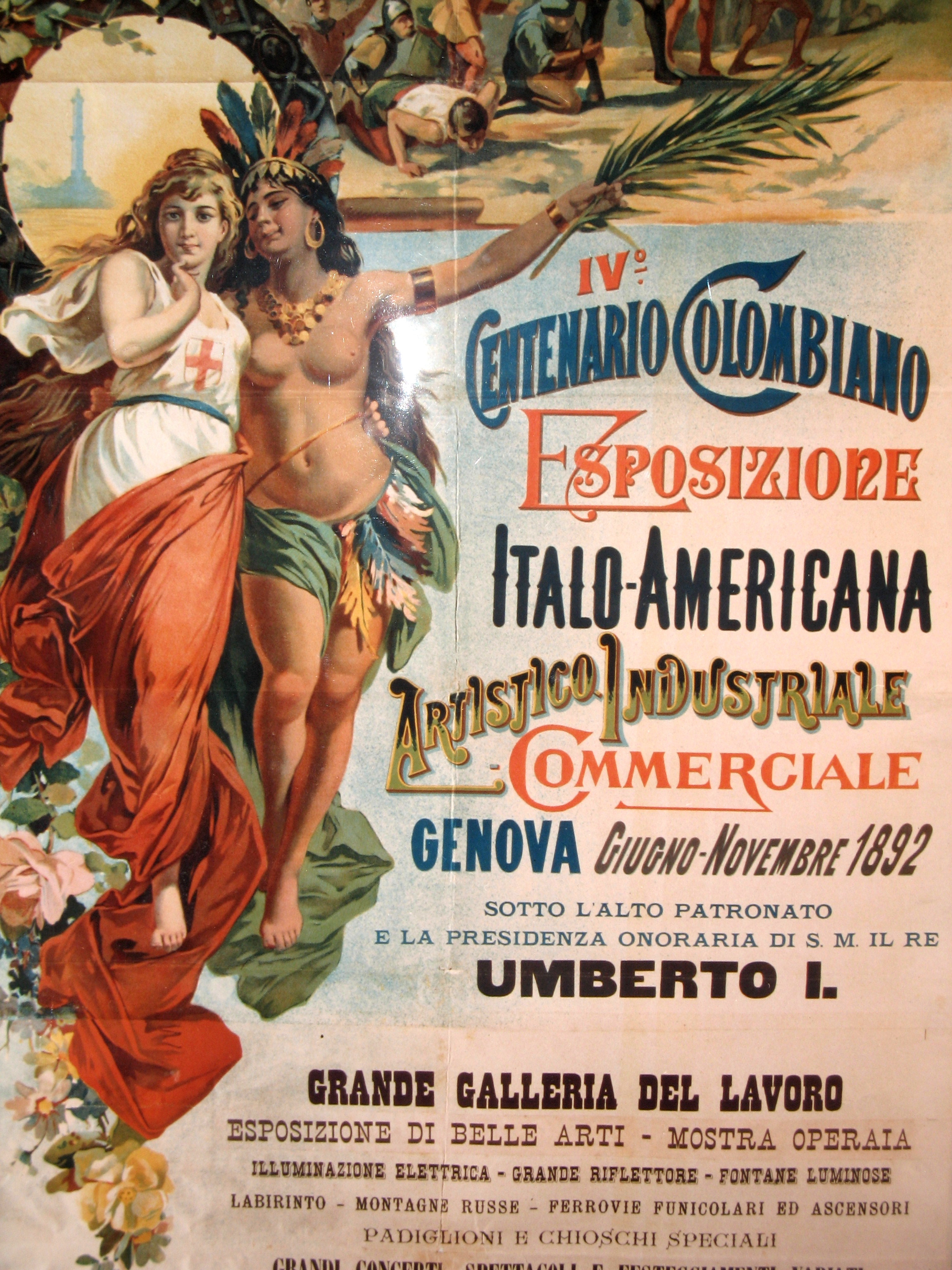
Manifesto per l'Esposizione Italo-Americana del 1892, tenuta a Genova in occasione del quarto centenario della scoperta dell'America

Nuovo Mondo o Continente Nuovo sono espressioni usate per indicare l'America e le isole adiacenti, in uso fin dal XVI secolo. Il continente era nuovo per gli europei, per i quali il mondo consisteva solo del cosiddetto Vecchio Mondo (o Continente Antico), costituito da Africa, Asia ed Europa.

## Uso del termine
Oggigiorno il termine viene usato in genere:
- in un contesto storico quando si parla della scoperta europea delle Americhe, come per esempio nella discussione sulle esplorazioni spagnole, su Cristoforo Colombo, ecc.
- nella descrizione di gruppi di animali all'interno della biologia: gli organismi del Vecchio Mondo sono quelli che si trovano in Africa, Eurasia e Australasia, mentre quelli del Nuovo Mondo sono quelli che si trovano nelle Americhe.
- in relazione al vino:
  - per descrivere i vini prodotti al di fuori delle tradizionali zone di crescita della vite di Europa e Medio Oriente, in particolare per i vini di Nord e Sud America, Sudafrica, e Oceania;
  - per descrivere un tipo di vino reso popolare dai produttori del Nuovo Mondo.[2]

Si noti che mentre le Americhe sono sempre descritte come il "Nuovo Mondo", Oceania e Antartide non sono definite né come Vecchio Mondo né come Nuovo Mondo, poiché questi termini sono anteriori alla loro scoperta da parte degli europei. Talvolta per l'Oceania si usa il termine "Continente Nuovissimo".
L'esploratore fiorentino Amerigo Vespucci è solitamente accreditato per aver inventato il termine "Nuovo Mondo" (Mundus Novus) per le Americhe nella sua lettera del 1503, conferendogli il suo prestigio popolare, sebbene termini simili fossero stati comunque usati e applicati prima di lui.

### Utilizzo precedente
L'esploratore veneziano Alvise Cadamosto usò il termine "un altro mondo" per riferirsi all'Africa sub-sahariana, che esplorò nel 1455 e nel 1456 per conto dei portoghesi. Questo era solo un fiorire letterario, non un suggerimento di una nuova "quarta" parte del mondo; Cadamosto sapeva che l'Africa subsahariana faceva parte del continente africano.
Solo poche settimane dopo il ritorno di Colombo dal suo primo viaggio, Martyr scrisse lettere riferendosi alle terre scoperte da Colombo come agli "antipodi occidentali" ("antipodibus occiduis", lettera del 14 maggio 1493), al "nuovo di la terra" ("novo terrarum hemisphaerio", 13 settembre 1493), e in una lettera del 1º novembre 1493 si riferisce a Colombo come allo "scopritore del nuovo globo" ("Colonus ille novi orbis repertor"). Un anno dopo (20 ottobre 1494), Pietro Martire fa nuovamente riferimento alle meraviglie del Nuovo Globo ("Novo Orbe") e dell'"emisfero occidentale" ("ab occidente hemisphero").
Nella lettera di Colombo del 1499 ai Re Cattolici di Spagna, riportando i risultati del suo terzo viaggio, racconta come le massicce acque del delta dell'Orinoco del Sud America che si riversavano nel Golfo di Paria implicassero che dietro di esso dovesse trovarsi un continente precedentemente sconosciuto. Colombo propone che la massa continentale sudamericana non sia un "quarto" continente, ma piuttosto il paradiso terrestre della tradizione biblica, una terra presumibilmente conosciuta (ma non scoperta) dalla cristianità. In un'altra lettera (alla nutrice del principe Giovanni, scritta nel 1500), Colombo riferisce di aver raggiunto un "nuovo cielo e mondo" ("nuevo cielo é mundo") e che aveva posto "un altro mondo" ("otro mundo") sotto il dominio dei re di Spagna.

### Mundus Novus
Il termine "Nuovo Mondo" (Mundus Novus) fu coniato da Amerigo Vespucci, in una lettera scritta al suo amico ed ex mecenate Lorenzo di Pier Francesco de' Medici nella primavera del 1503, e pubblicata (in latino) nel 1503-04 sotto il titolo Mundus Novus. La lettera di Vespucci contiene probabilmente la prima esplicita articolazione stampata dell'ipotesi che le terre scoperte dai navigatori europei ad ovest non fossero i confini dell'Asia, come affermato da Colombo, ma piuttosto un continente completamente diverso, un "Nuovo Mondo".

Secondo Mundus Novus, Vespucci si rese conto di trovarsi in un "Nuovo Mondo" il 17 agosto 1501 quando arrivò in Brasile e paragonò la natura e la gente del luogo con ciò che i marinai portoghesi gli raccontavano dell'Asia. In effetti, un famoso incontro fortuito tra due diverse spedizioni si era verificato presso la stazione di abbeveraggio di "Bezeguiche" (la baia di Dakar, in Senegal): la spedizione in partenza di Vespucci, in viaggio per mappare la costa del Brasile appena scoperto, e l'avanguardia navi della seconda armata portoghese dell'India di Pedro Álvares Cabral, tornando a casa dall'India. Avendo già visitato le Americhe negli anni precedenti, Vespucci probabilmente trovò difficile conciliare ciò che aveva già visto nelle Indie Occidentali, con ciò che i marinai di ritorno gli raccontarono delle Indie Orientali. Vespucci scrisse una lettera preliminare a Lorenzo, mentre era ancorato a Bezeguiche, che rimandò indietro con la flotta portoghese, esprimendo a questo punto solo una certa perplessità sulle sue conversazioni. Vespucci fu finalmente convinto quando proseguì la sua spedizione cartografica attraverso il 1501-02, coprendo l'enorme tratto di costa del Brasile orientale. Dopo il ritorno dal Brasile, nella primavera del 1503, Amerigo Vespucci compone a Lisbona la lettera Mundus Novus a Lorenzo a Firenze, con il suo famoso paragrafo iniziale:
Nei giorni passati vi scrissi molto ampiamente del mio ritorno da paesi nuovi, che sono stati trovati ed esplorati con le navi, a spese e per comando di questo Serenissimo Re del Portogallo; ed è lecito chiamarlo un nuovo mondo, perché nessuno di questi paesi era conosciuto dai nostri antenati e per tutti coloro che ne sentiranno parlare saranno completamente nuovi. Perché era opinione degli antichi che la maggior parte del mondo oltre la linea equinoziale a sud non fosse terra, ma solo mare, che hanno chiamato Atlantico; e anche se hanno affermato che là c'è qualche continente, hanno dato molte ragioni per negare che sia abitato. Ma questa opinione è falsa e del tutto contraria alla verità. Il mio ultimo viaggio lo ha dimostrato, poiché ho trovato un continente in quella parte meridionale; pieno di animali e più popoloso della nostra Europa, o dell'Asia, o dell'Africa, e ancora più temperato e piacevole di qualsiasi altra regione a noi nota.
La lettera di Vespucci fu un clamore editoriale in Europa, immediatamente (e ripetutamente) ristampata in diversi altri paesi.
Peter Martyr, che dal 1493 scriveva e faceva circolare lettere private commentando le scoperte di Colombo, condivide spesso il merito con Vespucci per aver designato le Americhe come un nuovo mondo. Pietro Martire usò il termine Orbe Novo (letteralmente, "Nuovo Globo", ma spesso tradotto come "Nuovo Mondo") nel titolo della sua storia della scoperta delle Americhe nel suo insieme, che iniziò ad apparire nel 1511. (Cosmologicamente, "orbis" come usato qui si riferisce all'intero emisfero, mentre "mundus" si riferisce alla terra al suo interno.)

### Accettazione
Il passaggio di Vespucci sopra descritto applica l'etichetta "Nuovo Mondo" solamente alla massa continentale del Sud America. A quel tempo, la maggior parte del continente del Nord America non era ancora stata scoperta, e i commenti di Vespucci non eliminavano la possibilità che le isole delle Antille scoperte in precedenza da Cristoforo Colombo potessero ancora essere i confini orientali dell'Asia, come Colombo continuò a sostenere fino alla sua morte nel 1506. Un mappamondo del 1504, forse creato da Leonardo da Vinci, raffigura il Nuovo Mondo senza l'America settentrionale e centrale. Una conferenza di navigatori nota come Junta de Navegantes fu riunita dai monarchi spagnoli a Toronel 1505 e continuò a Burgos nel 1508 per assimilare tutte le informazioni esistenti sulle Indie, giungere a un accordo su ciò che era stato scoperto e stabilire gli obiettivi futuri dell'esplorazione spagnola. Amerigo Vespucci partecipò a entrambe le conferenze e sembra aver avuto un'influenza enorme su di esse: a Burgos finì per essere nominato primo piloto mayor, il capo della navigazione della Spagna. Sebbene manchino gli atti delle conferenze Toro-Burgos, è quasi certo che Vespucci abbia articolato la sua nuova tesi sul "Nuovo Mondo" ai suoi compagni navigatori. Durante queste conferenze, i funzionari spagnoli sembravano aver finalmente accettato che le Antille e il noto tratto dell'America centrale non fossero le Indie come avevano sperato (sebbene Colombo insistesse ancora che lo fossero). Stabilirono il nuovo obiettivo per gli esploratori spagnoli: trovare un passaggio marittimo o uno stretto attraverso le Americhe, un percorso verso l'Asia vera e propria.
Il termine New World non è stato universalmente accettato, essendo entrato nel vocabolario inglese relativamente tardi, e più recentemente è stato oggetto di critiche.

## Delimitazione
Il Padrón Real del 1529 supervisionato da Diogo Ribeiro etichetta le Americhe MUNDUS NOVUS ("Il Nuovo Mondo"). Traccia la maggior parte del Sud America e la costa orientale del Nord America.
Mentre dopo Vespucci divenne generalmente accettato che le scoperte di Colombo non fossero l'Asia ma un "Nuovo Mondo", la relazione geografica tra i due continenti era ancora poco chiara. Che ci dovesse essere un grande oceano tra l'Asia e le Americhe era implicito dalla nota esistenza di un vasto mare continuo lungo le coste dell'Asia orientale. Date le dimensioni della Terra calcolate da Eratostene, ciò ha lasciato un ampio spazio tra l'Asia e le terre appena scoperte.
Anche prima di Vespucci, diverse mappe, ad esempio il planisfero di Cantino del 1502 e il planisfero di Canerio del 1504, collocavano un grande oceano aperto tra la Cina sul lato est della mappa, e le rudimentali scoperte nordamericane e sudamericane in gran parte circondate dall'acqua su il lato occidentale della mappa. Tuttavia, a causa dell'incertezza, hanno raffigurato un pezzo della massa continentale asiatica che si estendeva dalla parte superiore fino al bordo orientale della mappa, suggerendo che fosse trasferito nell'emisfero occidentale (ad esempio, il planisfero del Cantino denota la Groenlandia come "Punta d'Asia" - "bordo dell'Asia"). Alcune mappe, ad esempio la mappa Contarini-Rosselli del 1506 e la mappa Johannes Ruysch della mappa del 1508, inchinandosi all'autorità tolemaica e alle affermazioni di Colombo, mostra la massa continentale dell'Asia settentrionale che si estende bene nell'emisfero occidentale e si fonde con il noto Nord America (Labrador, Terranova, ecc.). Queste mappe collocano l'isola del Giappone vicino a Cuba e lasciano il continente sudamericano - il vero e proprio "Nuovo Mondo" di Vespucci - staccato e galleggiante al di sotto da solo. La mappa di Waldseemüller del 1507, che accompagnava la celebre Cosmographiae Introductio (che include ristampe delle lettere di Vespucci) si avvicina di più alla modernità ponendo un mare completamente aperto (senza pezzi di terra che si estendono) tra l'Asia sul lato orientale e il Nuovo Mondo (rappresentato due volte nella stessa mappa in modo diverso: con e senza un passaggio marittimo nel mezzo di quella che oggi è chiamata America Centrale) sul lato occidentale, che (su quella che ora è chiamata Sud America) quella stessa mappa notoriamente etichetta semplicemente "America". Tuttavia, la mappa di Martin Waldseemüller del 1516 si ritira considerevolmente dalla sua precedente mappa e torna all'autorità classica, con la massa terrestre asiatica che si fonde con il Nord America (che ora chiama Terra de Cuba Asie partis), e lascia tranquillamente cadere l'etichetta "America" dal Sud America, chiamandola semplicemente Terra incognita.
La costa occidentale del Nuovo Mondo, l'Oceano Pacifico, fu scoperta solo nel 1513 da Vasco Núñez de Balboa. Passarono ancora alcuni anni prima che un altro portoghese - il viaggio di Ferdinando Magellano del 1519-22 - determinasse che il Pacifico formava definitivamente un unico grande specchio d'acqua che separava l'Asia dalle Americhe. Sarebbero passati molti altri anni prima che la costa del Pacifico del Nord America fosse mappata, dissipando i dubbi persistenti. Fino alla scoperta dello Stretto di Bering nel XVII secolo, non vi era alcuna conferma assoluta che l'Asia e il Nord America non fossero collegati, e alcune mappe europee del XVI secolo continuavano ancora a raffigurare il Nord America collegato da un ponte di terra all'Asia (ad esempio il Mappamondo di Johannes Schöner del 1533).
Nel 1524, il termine fu usato da Giovanni da Verrazzano in una documentazione del suo viaggio di quell'anno lungo la costa atlantica del Nord America, terra che ora fa parte degli Stati Uniti e del Canada.

## Uso contemporaneo
Il termine "Nuovo Mondo" è ancora comunemente impiegato quando si parla di spazi storici, in particolare i viaggi di Cristoforo Colombo e la successiva colonizzazione europea delle Americhe. È stato inquadrato come problematico per l'applicazione di una prospettiva coloniale di scoperta e non per rendere giustizia alla complessità storica o geografica del mondo. Si sostiene che sia i "mondi" che l'era del colonialismo occidentale siano piuttosto entrati in una nuova fase, come nel "mondo moderno".

### Uso particolare
Nella terminologia enologica, "Nuovo Mondo" usa una definizione particolare. I "vini del Nuovo Mondo" includono non solo i vini nordamericani e sudamericani, ma anche quelli del Sudafrica, dell'Australia, della Nuova Zelanda e di tutte le altre località al di fuori delle tradizionali regioni vinicole dell'Europa, del Nord Africa e del Vicino Oriente. L'utilità di questi termini per i vini però è stata messa in dubbio come arbitraria e troppo generalizzata.

## Galleria d'immagini

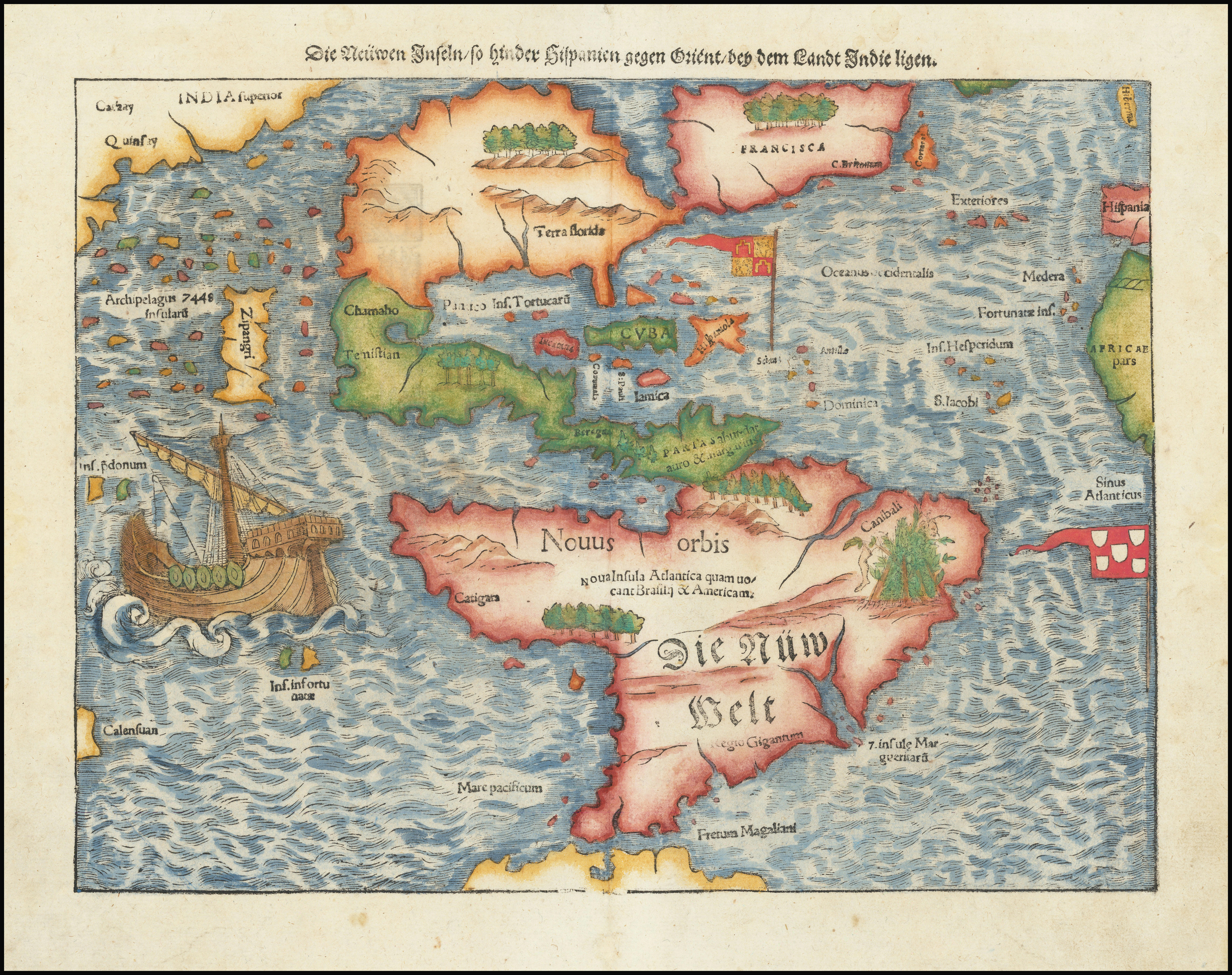
La mappa del Nuovo Mondo di Sebastian Münster fu pubblicata per la prima volta nel 1540.
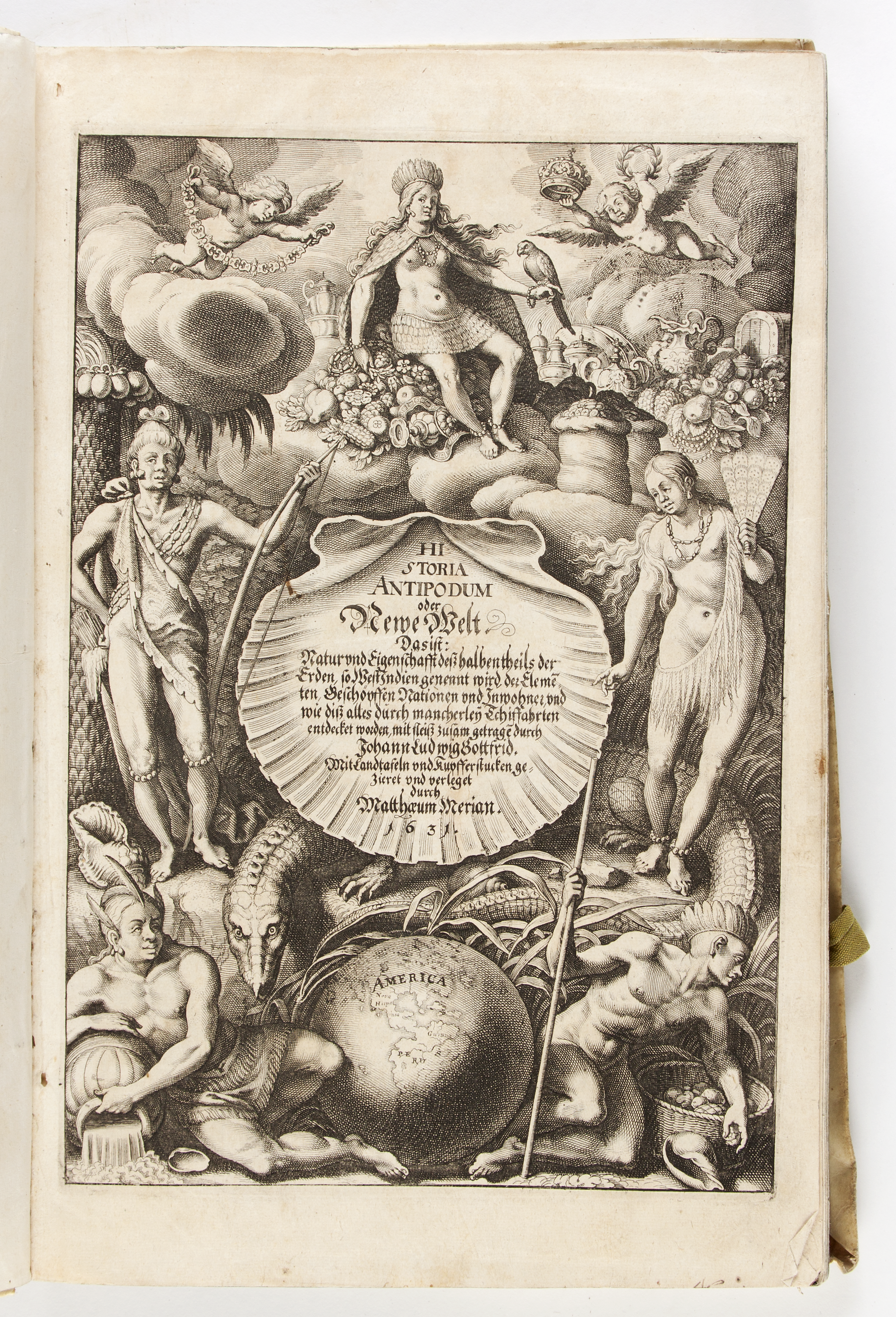
Storia del Nuovo Mondo "Historia antipodum oder newe Welt". Matthäus Merian, 1631
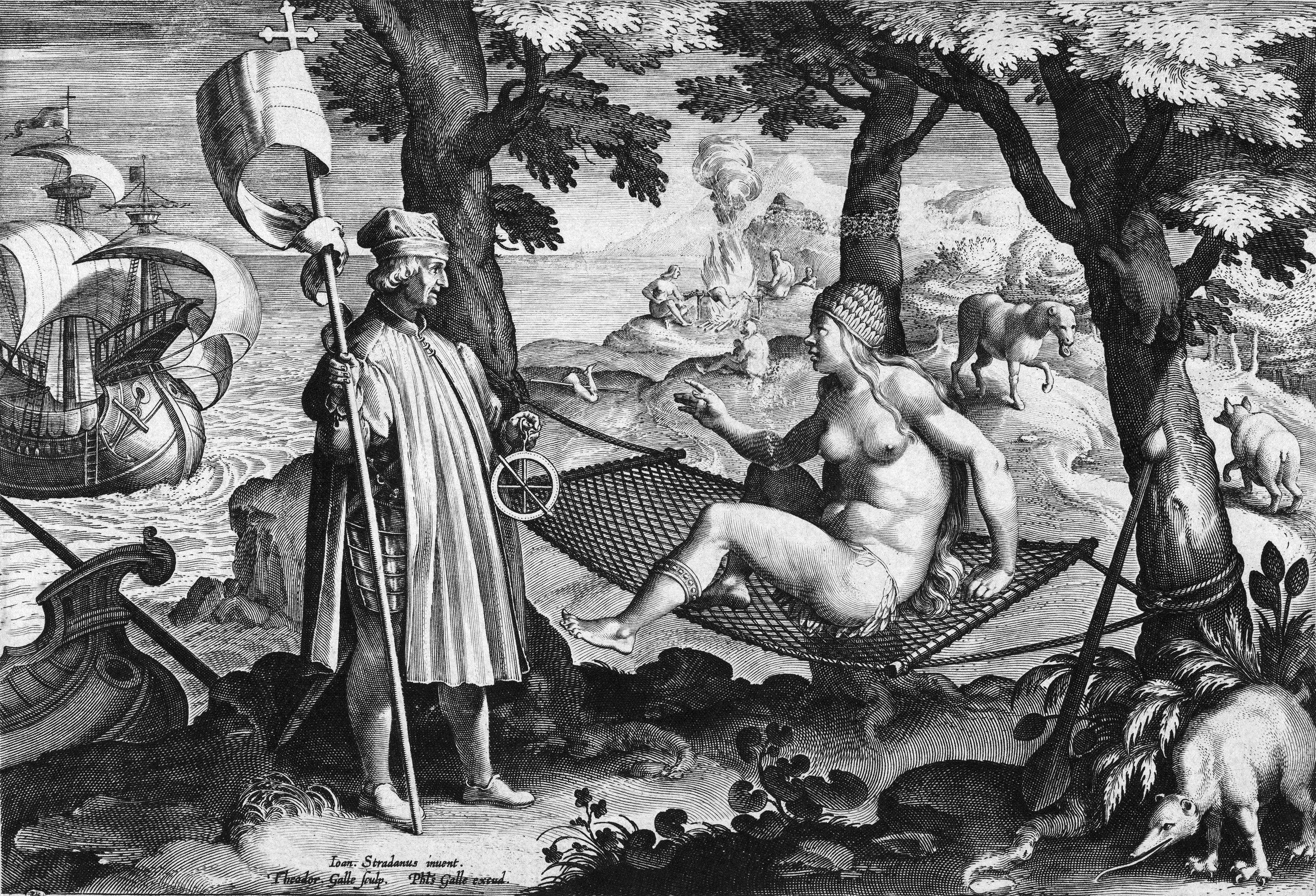
Allegoria del Nuovo Mondo: Amerigo Vespucci risveglia l'America addormentata.
Il Padrón Real del 1529 supervisionato da Diogo Ribeiro etichetta le Americhe MUNDUS NOVUS ("Il Nuovo Mondo"). Traccia la maggior parte del Sud America e la costa orientale del Nord America.